# Zona Sul (Rio de Janeiro)

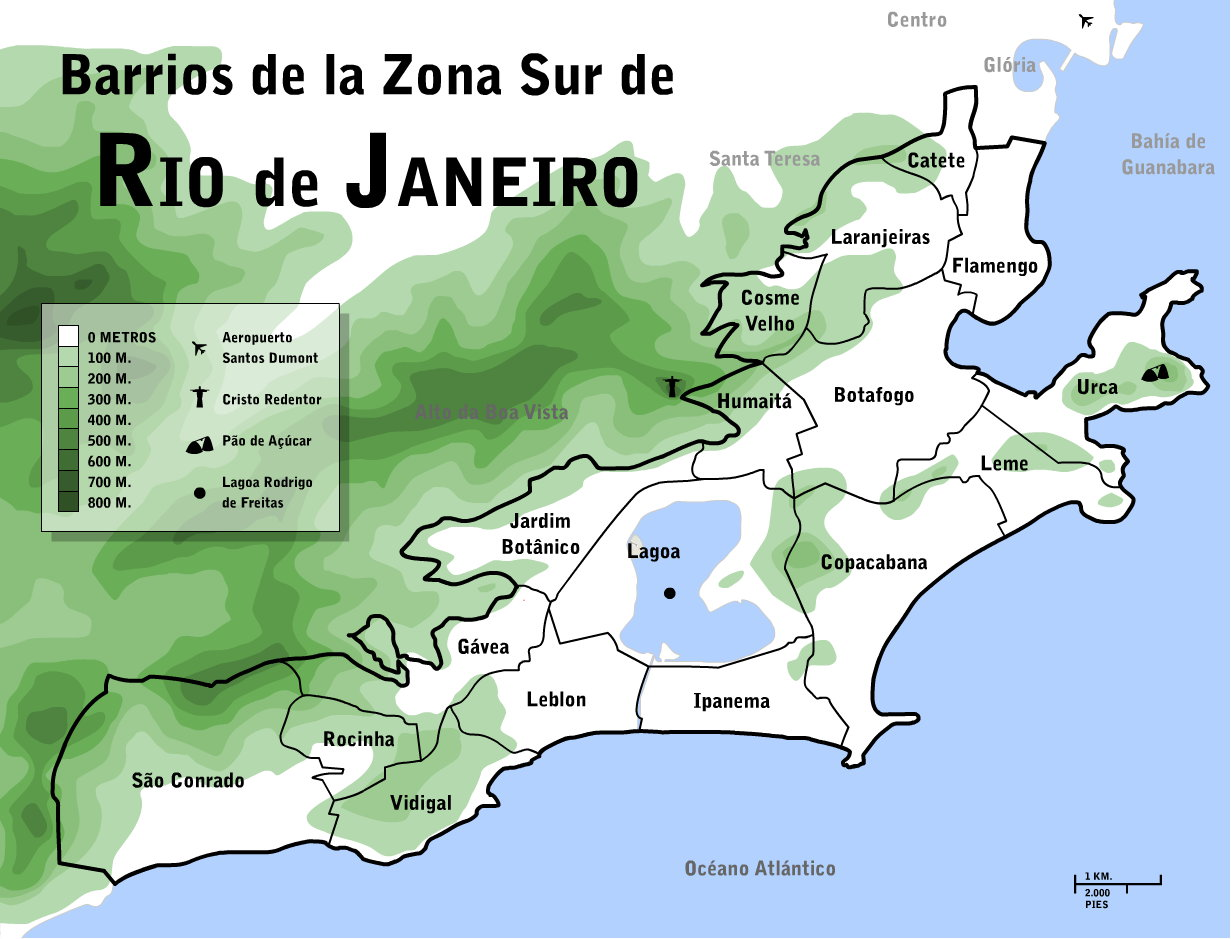
Gliederung der Zona Sul nach Stadtteilen

Die Zona Sul (deutsch ‚Südzone‘) ist ein Stadtbezirk und eine von acht Unterpräfekturen der Präfektur Rio de Janeiro. Sie umfasst die 17 Stadtteile Botafogo, Catete, Copacabana, Cosme Velho, Flamengo, Gávea, Humaitá, Ipanema, Jardim Botânico, Lagoa, Laranjeiras, Leblon, Leme, Rocinha, São Conrado, Vidigal und Urca.
Zona Sul ist auch Kurzbezeichnung und Namensbestandteil des brasilianischen Lebensmittel-Einzelhandelsunternehmens Zona Sul Supermercados, einer 1959 gegründeten Kette von Supermärkten, die vor allem in der namensgebenden Zona Sul von Rio de Janeiro vertreten ist.